# Campionato mondiale cadetti di scherma 1988
Il Campionato mondiale cadetti di scherma del 1988 ("1988 World Cadets Fencing Championships") è stato organizzato dalla Federazione internazionale della scherma e si è svolto a Cabriès in Francia dal 30 aprile al 1º maggio.
Nel fioretto, si sono aggiudicati i titoli del campionato mondiale il cubano Elvis Gregory, che ha battuto in finale il connazionale Gianmarco Amore, e l'italiana Alda Occhipinti che ha avuto la meglio sulla francese Camille Couzi Di Martino.
Nella spada il canadese Laurie Shong ha battuto in finale l'elvetico Nicolas Buergin, ottenendo il titolo mondiale cadetti maschile.
Nella sciabola il magiaro Zoltan Batovszky prevale sull'italiano Giovanni Sirovich.

## Podi

### Uomini
| Specialità  | Oro              | Argento           | Bronzo               |
| Individuali |                  |                   |                      |
| Fioretto    | Elvis Gregory    | Gianmarco Amore   | Pawel Warzycha       |
| Spada       | Laurie Shong     | Nicolas Buergin   | Piotr Lemanowics     |
| Sciabola    | Zoltan Batovszky | Giovanni Sirovich | Marton Wiszkidenszky |

### Donne
| Specialità  | Oro             | Argento                  | Bronzo       |
| Individuali |                 |                          |              |
| Fioretto    | Alda Occhipinti | Camille Couzi Di Martino | Melanie Kura |

## Medagliere
| Pos.   | Nazione  | Oro | Argento | Bronzo | Totale |
| ------ | -------- | --- | ------- | ------ | ------ |
| 1      | Italia   | 1   | 2       | 0      | 3      |
| 2      | Ungheria | 1   | 0       | 1      | 2      |
| 3      | Canada   | 1   | 0       | 0      | 1      |
| 3      | Cuba     | 1   | 0       | 0      | 1      |
| 4      | Svizzera | 0   | 1       | 0      | 1      |
| 4      | Francia  | 0   | 1       | 0      | 1      |
| 6      | Germania | 0   | 0       | 2      | 2      |
| 7      | Polonia  | 0   | 0       | 1      | 1      |
| Totale | Totale   | 4   | 4       | 4      | 12     |